# 柳町達
柳町 達（やなぎまち たつる、1997年4月20日 - ）は、茨城県稲敷市出身のプロ野球選手（外野手）。右投左打。福岡ソフトバンクホークス所属。

## 経歴

### プロ入り前
小学校1年から新利根エンゼルスで野球を始め、中学校は取手シニアに所属する。中学校では2年時に三塁手として全国大会優勝を経験する。
中学校卒業後は慶應義塾高等学校に進学し、1年春より三塁手のレギュラーを獲得する。甲子園出場経験はない。同期に津留﨑大成、植田将太がいる。
高校卒業後は津留﨑、植田ともに慶應義塾大学に進学。1年春の開幕戦に出場し、2ランを放つなど活躍し、ベストナインを獲得する。その後順調に試合出場を続けるも、3年春季には打率.269、同年秋季の打率は.259と低迷するが、4年春季にはリーグ史上33人目の通算100安打を達成し、打率.378の記録を残し復活する。大学時代は全試合に出場し(102試合)、113安打、7本塁打、打率.291の成績を残した。大学時代は3年と4年には大学野球日本代表に選ばれており、4年には12打数で6安打の成績を残し、大会の首位打者に輝く。同期は津留﨑、植田の他に郡司裕也、中村健人がいる。
2019年10月17日の日本プロ野球ドラフト会議では、福岡ソフトバンクホークスから5位指名を受け、11月22日に契約金4000万円、年俸760万円（金額は推定）で契約に合意した。背番号は32。担当スカウトは山本省吾。

### ソフトバンク時代
2020年は新人選手ながら開幕一軍を果たした。6月21日に行われた対千葉ロッテマリーンズ戦において一軍公式戦初出場を記録する。7月4日にファームに降格するが、10月30日に再度一軍昇格を果たし、同日の対埼玉西武ライオンズ戦（メットライフドーム）初の先発出場。翌31日（対同・同）の7回に長谷川勇也に代わり左翼の守備につき、9回無死三塁の場面でプロ初安打・初打点となる左翼線への安打を打った。日本シリーズでは出場資格者名簿に登録された。シーズンオフの12月8日、10万円増となる推定年俸770万円で契約を更改した。
2021年は6月8日にシーズン初の一軍昇格を果たすと、同日の対広島東洋カープ戦（福岡PayPayドーム）では「2番・左翼手」で先発出場し、起用に応えて2安打を記録した。2年目は自己最多の20試合に出場。最終戦だった10月25日のロッテ戦では岩下大輝からプロ初本塁打を放つと、プロ初の1試合3安打も記録した。12月13日、30万円増となる推定年俸800万円で契約を更改した。
2022年3月30日に栗原陵矢が左膝を傷め離脱したため一軍昇格し、その日の対千葉ロッテマリーンズ戦で2安打を記録した。また5月19日には上林誠知がアキレス腱を傷め負傷離脱し、外野手に離脱者が相次いだことで左翼手のレギュラーとなる。5月31日には規定打席に達し、一時はリーグ3位の打率.317を記録したが、6月6日に下半身のコンディション不良の為、一軍選手登録を抹消された。同月17日に復帰し、対東北楽天ゴールデンイーグルス戦で適時二塁打を放つも、8月20日には新型コロナウィルスの陽性反応の為、規定により登録が抹消される。9月8日に一軍復帰し、その日の対東北楽天ゴールデンイーグルス戦で安打を記録する。新型コロナウイルスの感染などの相次ぐアクシデントにもかかわらず、栗原、上林の離脱後は、左翼手のレギュラーとして自己最多の107試合に出場してチームに貢献した。12月15日、2100万円増となる推定年俸2900万円で契約を更改。契約更改後の記者会見で、同月に一般女性と結婚したことを発表した。
2023年は自己最多の116試合に出場、規定打席には達しなかったが、得意の流し打ちで打率.257、出塁率.375という数字を残し、5番打者として先発出場した試合は24試合あった。オフの契約更改では12月15日の1度目の交渉で「規定（打席）に乗らない選手の査定を考慮してほしい」と訴え契約を保留し、12月21日の2度目の交渉で500万円増となる推定年俸3400万円で契約を更改した。
2024年は二軍で開幕を迎え、二軍で結果を残しながらも一軍選手の好調があり、同年初の一軍昇格はセ・パ交流戦開幕の5月28日までかかった。昇格後も好調を維持し、交流戦では全体3位タイの打率.351を記録した。6月27日のオリックス・バファローズ戦（京セラドーム大阪）でプロ初登板から22試合連続無失点だった古田島成龍から適時打を放ち古田島の記録を止めた。7月7日の楽天戦（みずほPayPayドーム福岡）で酒居知史から逆転3点三塁打を放った。7月12日の北海道日本ハムファイターズ戦（エスコンフィールドHOKKAIDO）で田中正義から2021年10月25日のロッテ戦以来の本塁打を放った。8月4日の日本ハム戦（みずほPayPayドーム福岡）で田中正義からサヨナラ打を放った。8月8日のロッテ戦（ZOZOマリンスタジアム）ではプロ初の4安打（3安打は佐々木朗希から）を記録した。9月21日の楽天戦（みずほPayPayドーム福岡）で則本昂大からサヨナラ2点三塁打を放った。9・10月の「スカパー！サヨナラ賞」を初受賞した。73試合に出場し、打率.269、自己最多の4本塁打を記録し、リーグ優勝に貢献した。
2025年も開幕を2軍で迎えたが、2軍戦で打率.370、1本塁打、6打点と好調な成績だったところ、近藤健介が腰の不調（その後手術を受け長期離脱）で登録抹消となったため入れ替わる形で4月1日に1軍昇格となる。5月6日の西武戦（ベルーナドーム）でプロ初の1試合5打点を記録した。5月22日の日本ハム戦（エスコンフィールドHOKKAIDO）で池田隆英から決勝本塁打を放った。同月末時点で打率.305だったが、6月に入り7試合連続安打、うち6試合で複数安打を記録し、同月8日の交流戦対ヤクルト3回戦（神宮）自身最終打席で規定打席に到達、打率.356で一気に首位打者に浮上する。交流戦ではその後も打撃は好調で、全18試合に3番打者として先発出場し、打率.397で交流戦首位打者を獲得。16試合で安打（8試合で複数安打）を放つなど打線の中軸としての役割を発揮し、チームを交流戦優勝へ導いたとして、セ・パ交流戦日本生命 最優秀選手賞（賞金200万円）を獲得した。交流戦最優秀選手となるのは球団では2019年の松田宣浩以来6年ぶり史上8人目（9度目）となった。交流戦首位打者は球団では2023年の近藤健介以来6人目となる快挙となった。しかし交流戦明けの5試合で16打数無安打と一転不調に陥り、7月2日の全試合終了時点で楽天村林一輝が5毛差で上回ったため首位打者から陥落、その後同月4日対西武13回戦（みずほPayPay）第3打席で安打を放つまで29打席連続無安打が続いた。その後も調子は上がらず、同月15日対ロッテ12回戦（みずほPayPay）でも5打数無安打で、遂に打率が3割を下回り.297まで低下する。オールスターに監督推薦で初出場し第2戦に大西広樹から二塁打を放った。7月27日のオリックス戦で6月19日の広島戦以来2試合連続の複数安打も記録した。8月3日の楽天戦で藤井聖からキャリアハイと並ぶ4号本塁打を放ち今季2度目の1試合4安打を放った。8月13日の西武戦で2安打でシーズン91安打をマーク、2022年（89安打）を上回るキャリアハイとなった。

## 選手としての特徴
高校時代の通算本塁打は自己申告であるが約30本。50メートル走は6秒2。遠投は120メートルを記録している。守備は内野外野共に守れる。打撃は広角打法が持ち味。

## 人物
ソフトバンク入団後は同僚の柳田悠岐の「ギータ」になぞった「ギーマ」の愛称で親しまれている。また、同じ慶応高、慶応大出身の正木智也と廣瀨隆太とともに「慶応3兄弟」と呼ばれている。
SNSの投稿がきっかけとなり、2025年には球団から公式に「わいのタツル」グッズが販売された。
幼少期から大のホークスファンであり、松中信彦や城島健司を応援していたという。

## 詳細情報

### 年度別打撃成績
| 年 度     | 球 団        | 試 合 | 打 席 | 打 数 | 得 点 | 安 打 | 二 塁 打 | 三 塁 打 | 本 塁 打 | 塁 打 | 打 点 | 盗 塁 | 盗 塁 死 | 犠 打 | 犠 飛 | 四 球 | 敬 遠 | 死 球 | 三 振 | 併 殺 打 | 打 率 | 出 塁 率 | 長 打 率 | O P S |
| --------- | ------------ | ----- | ----- | ----- | ----- | ----- | -------- | -------- | -------- | ----- | ----- | ----- | -------- | ----- | ----- | ----- | ----- | ----- | ----- | -------- | ----- | -------- | -------- | ----- |
| 2020      | ソフトバンク | 12    | 6     | 4     | 0     | 1     | 0        | 0        | 0        | 1     | 1     | 0     | 0        | 1     | 0     | 1     | 0     | 0     | 0     | 0        | .250  | .400     | .250     | .650  |
| 2021      | ソフトバンク | 20    | 54    | 48    | 7     | 11    | 3        | 0        | 1        | 17    | 2     | 0     | 0        | 1     | 0     | 5     | 0     | 0     | 12    | 1        | .229  | .302     | .354     | .656  |
| 2022      | ソフトバンク | 107   | 364   | 321   | 21    | 89    | 14       | 4        | 0        | 111   | 32    | 3     | 5        | 3     | 0     | 38    | 0     | 2     | 79    | 7        | .277  | .357     | .346     | .703  |
| 2023      | ソフトバンク | 116   | 375   | 311   | 27    | 80    | 18       | 1        | 0        | 100   | 34    | 2     | 1        | 4     | 1     | 58    | 0     | 1     | 104   | 8        | .257  | .375     | .322     | .696  |
| 2024      | ソフトバンク | 73    | 237   | 216   | 26    | 58    | 11       | 5        | 4        | 91    | 40    | 1     | 0        | 4     | 2     | 14    | 0     | 1     | 65    | 4        | .269  | .313     | .421     | .735  |
| 通算：5年 | 通算：5年    | 328   | 1036  | 900   | 81    | 239   | 46       | 10       | 5        | 320   | 109   | 6     | 6        | 13    | 3     | 116   | 0     | 4     | 260   | 20       | .266  | .351     | .356     | .706  |

- 2024年度シーズン終了時

### 年度別守備成績
| 年 度 | 球 団        | 外野  | 外野  | 外野  | 外野  | 外野  | 外野     |
| 年 度 | 球 団        | 試 合 | 刺 殺 | 補 殺 | 失 策 | 併 殺 | 守 備 率 |
| ----- | ------------ | ----- | ----- | ----- | ----- | ----- | -------- |
| 2020  | ソフトバンク | 12    | 6     | 1     | 0     | 1     | 1.000    |
| 2021  | ソフトバンク | 14    | 32    | 2     | 1     | 0     | .971     |
| 2022  | ソフトバンク | 97    | 186   | 3     | 0     | 2     | 1.000    |
| 2023  | ソフトバンク | 101   | 167   | 5     | 3     | 0     | .983     |
| 2024  | ソフトバンク | 65    | 94    | 4     | 0     | 0     | 1.000    |
| 通算  | 通算         | 289   | 485   | 15    | 4     | 3     | .992     |

- 2024年度シーズン終了時
- 各年度の太字はリーグ最高

### 表彰
- スカパー! サヨナラ賞：1回（2024年9・10月[68]）
- セ・パ交流戦 最優秀選手賞：1回（2025年[69]）

### 記録
初記録
- 初出場：2020年6月21日、対千葉ロッテマリーンズ3回戦（福岡PayPayドーム）、9回表に明石健志に代わり右翼手で出場
- 初打席：2020年7月1日、対北海道日本ハムファイターズ2回戦（札幌ドーム）、9回表に吉川光夫から二ゴロ
- 初先発出場：2020年10月30日、対埼玉西武ライオンズ21回戦（メットライフドーム）、「9番・中堅手」で先発出場
- 初安打・初打点：2020年10月31日、対埼玉西武ライオンズ22回戦（メットライフドーム）、9回表に田村伊知郎から左前適時打
- 初本塁打：2021年10月25日、対千葉ロッテマリーンズ25回戦（ZOZOマリンスタジアム）、3回表に岩下大輝から左越ソロ
- 初盗塁：2022年5月24日、対横浜DeNAベイスターズ1回戦（横浜スタジアム）、4回表に二盗（投手：今永昇太、捕手：嶺井博希）
- 初サヨナラ適時打：2024年8月4日、対北海道日本ハムファイターズ16回戦（みずほPayPayドーム福岡）、9回裏に田中正義から[42]

### 背番号
- 32（2020年[11] - ）

### 登場曲
- 「絆」GReeeeN（2020年）
- 「EZ」GReeeeN（2020年）
- 「花唄」GReeeeN（2021年 - ）
- 「オー!リバル」ポルノグラフィティ（2024年 - ）

### 代表歴
- 第6回 FISU世界大学野球選手権大会 2018：大学日本代表[71]
- 第43回 日米大学野球選手権大会：大学日本代表[72]